# 索恩河畔拉马什
索恩河畔拉马什（法語：Lamarche-sur-Saône，法語發音：[lamaʁʃ syʁ son]）是法国科多尔省的一个市镇，属于第戎区。

## 地理
索恩河畔拉马什（47°16'10"N, 5°23'7"E）面积33.96 平方千米，位于法国勃艮第-弗朗什-孔泰大區科多尔省，该省份为法国中东部省份，北起奥布省，西接涅夫勒省和约讷省，南至索恩-卢瓦尔省，东南接汝拉省，东临上索恩省，东北部与上马恩省接壤。
与索恩河畔拉马什接壤的市镇（或旧市镇、城区）包括：圣莱热-特里耶、蓬塞莱萨泰、索恩河畔蓬塔耶、泰勒塞、维耶尔韦日、翁日、尚贝尔、锡雷莱蓬塔耶、弗拉默朗、隆尚、马尼-蒙塔尔洛、科隆日和普勒米耶尔。

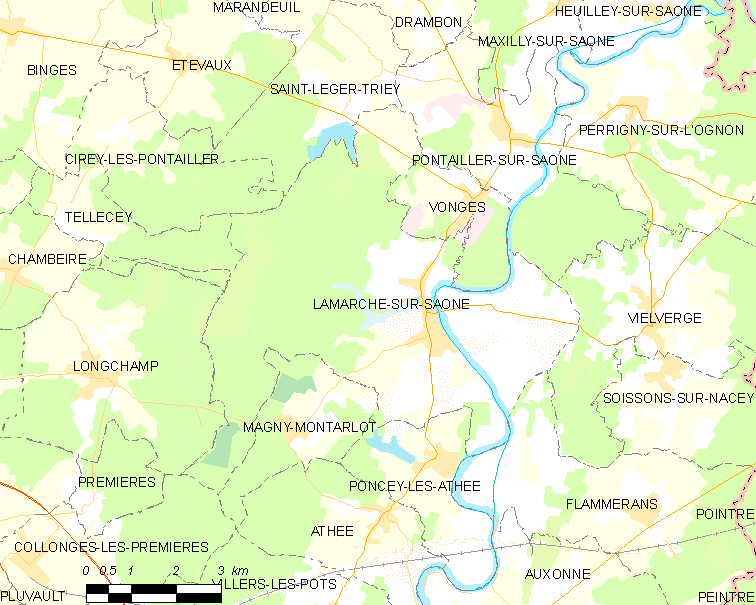
索恩河畔拉马什的OSM定位图

索恩河畔拉马什的时区为UTC+01:00、UTC+02:00（夏令时）。

## 行政
索恩河畔拉马什的邮政编码为21760，INSEE市镇编码为21337。

## 政治
索恩河畔拉马什所属的省级选区为欧克索讷县。

## 人口

1962-2008年间索恩河畔拉马什人口变化图示

索恩河畔拉马什于2022年1月1日时的人口数量为1375人。